# Zohra Ez-Zahraoui
Zohra Ez-Zahraoui est une boxeuse marocaine née le 18 novembre 1983.

## Carrière
Aux championnats d'Afrique féminins de Yaoundé en 2014, elle remporte la médaille d'or dans la catégorie des moins de 51 kg.
Elle dispute les Jeux olympiques d'été de 2016 à Rio de Janeiro où elle est éliminée en huitièmes de finale par la Française Sarah Ourahmoune.